# KTM 390 Duke
La 390 Duke est un modèle de moto du constructeur KTM sorti en 2013, fabriqué par Bajaj en Inde.
Elle est dotée d'un moteur monocylindre de 373,3 cm3 à quatre temps développant 44 ch (32 kW), la rendant utilisable par les titulaires du permis A2.
La vitesse de pointe est de 170 km/h. La capacité du réservoir est d'environ 13,4 L. D'après le site du constructeur, sa consommation est de 3,64 L/100 km.
Hauteur de selle : 800 mm.
La 390 Duke existe en nouveau modèle depuis 2017.
Couleur : orange et blanche.